# Weßling
Weßling is een plaats in de Duitse deelstaat Beieren, en maakt deel uit van de Landkreis Starnberg.
Weßling telt 5.510 inwoners. De gemeente bestaat uit de dorpen Oberpfaffenhofen, Weichselbaum, Hochstadt, Neuhochstadt en Weßling.
In de gemeente ligt het vliegveld Oberpfaffenhofen, dat gebruikt wordt voor testvluchten en zakenjets. Op dit vliegveld (OBF) ligt tevens het Duitse Centrum voor lucht- en ruimtevaart DLR.
Alois Alzheimer en Auguste Renoir woonden ooit in Weßling. Diverse kunstenaars en schilders bezochten dit dorp. Later werd het een kunstenaarskolonie met enkele kleine musea en tijdelijke tentoonstellingen (o.a. Pfarrstadl). Talrijke musici, componisten en opnamestudio's zijn er gevestigd. De band Jamaram is er opgericht.
Weßling heeft aansluiting bij het metronetwerk (MVV) van München. De Beierse hoofdstad is in 40 minuten (Marienplatz) te bereiken met de S8. De Gemeente Weßling ligt aan de snelweg A96 van München naar Lindau.
Weßling is gelegen aan de Weßlinger See. Aan de zuidoostoever bevindt zich een strand met eetgelegenheden.
Andechs ·
Berg ·
Feldafing ·
Gauting ·
Gilching ·
Herrsching am Ammersee ·
Inning am Ammersee ·
Krailling ·
Pöcking ·
Seefeld ·
Starnberg ·
Tutzing ·
Weßling ·
Wörthsee